# David (Tzioumakas)
David (světským jménem: Konstantinos Tzioumakas tou Dimitriou; * 12. srpna 1958, Litochoro) je řecký pravoslavný duchovní Řecké pravoslavné církve, arcibiskup a metropolita Greveny.

## Život
Narodil se 12. srpna 1958 v Litochoru.
Navštěvoval Pedagogickou akademii Aristotelovy univerzity v Soluni, kterou dokončil roku 1979. Poté pokračoval ve studiu na teologické fakultě stejně univerzity. Studium úspěšně dokončil roku 1983.
Roku 1980 byl v monastýru svatého Theodora v Soluni postřižen na monacha a 6. srpna stejného roku byl metropolitou Soluně Panteleimonem (Chrysofakisem) rukopoložen na hierodiakona.
Sloužil jako sekretář metropolie Soluň, dále sloužil v chrámu svatého Jana Bohoslova, chrámu svatého Řehoře Palamy a chrámu Přesvaté Bohorodice.
Dne 23. ledna 1983 byl metropolitou Panteleimonem rukopoložen na jeromonacha a současně byl povýšen na archimandritu.
Dne 10. června 2010 byl zvolen představeným monastýru svatého Theodora v Soluni.
Dne 10. října 2014 byl Svatým synodem Řecké pravoslavné církve zvolen metropolitou Greveny. Dne 12. října 2014 proběhla jeho biskupská chirotonie.